# Ruslan Baltijew
Ruslan Tachiruly Baltijew (kasachisch Руслан Тахирұлы Балтиев Ruslan Tahirūly Baltiev, russisch Руслан Тахирович Балтиев; * 16. September 1978 in Alma-Ata) ist ein ehemaliger kasachischer Fußballspieler.

## Karriere
Ruslan Baltijew stammt aus einer uigurischen Familie. Seine Profikarriere begann er bei Kairat Almaty, in der höchsten Spielklasse von Kasachstan. Nach drei Saisons wechselte er zu Access Petropawl, wo er in seiner zweiten Saison mit dem Verein abstieg. Trotzdem wechselte er 2003 zum russischen Erstligisten Sokol Saratow. Nach starken Leistungen wurde er 2004 an den FK Dynamo Moskau weiterverkauft. Nach Stationen bei FK Moskau und Schinnik Jaroslawl kehrte er wieder heim nach Kasachstan zu Tobol Qostanai in die Premjer-Liga. 2007 holte er mit dem Verein den kasachischen Pokal und schoss 3 Tore in sechs Spielen beim UEFA Intertoto Cup 2007. 2010 wurde er vom russischen Zweitligisten Schemtschuschina Sotschi verpflichtet.

## Nationalteam
Ruslan Baltijew ist mit 71 Einsätzen der Rekordnationalspieler seines Landes. Am 9. September 2009 erzielte er beim 3:1-Erfolg seines Teams gegen Andorra einen Treffer. Nun ist er mit dreizehn Treffern auch Rekordtorschütze seines Landes.

## Erfolge
- Kasachischer Meister: 2000
- Kasachischer Pokalsieger: 2007